# Quintanilla de Corvio
Quintanilla de Corvio ist ein spanischer Ort in der Provinz Palencia der Autonomen Gemeinschaft Kastilien und León. Der Ort gehört zu Aguilar de Campoo, er liegt nordwestlich vom Hauptort der Gemeinde.

## Sehenswürdigkeiten
- Reste einer Felsenkirche mit Friedhof

## Weblinks

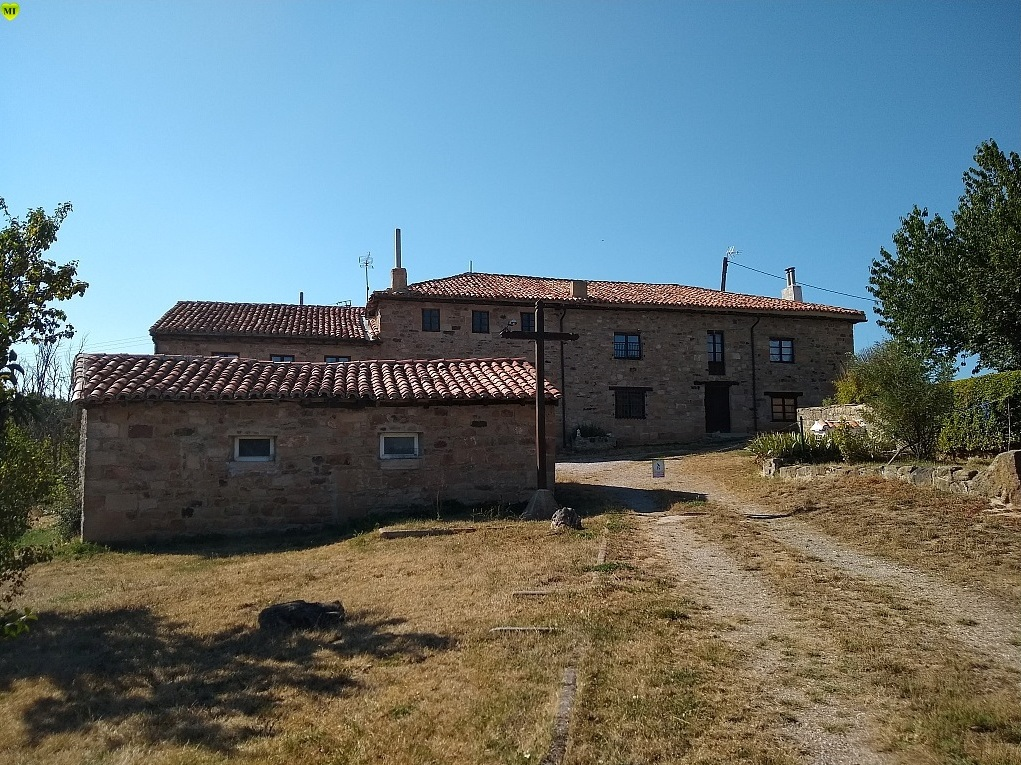
Gehöft in Quintanilla de Corvio